# Desmia maculalis
Desmia maculalis (tên tiếng Anh: Sâu bướm cuốn lá nho) là một loài bướm đêm thuộc họ Crambidae. Nó được tìm thấy ở miền nam Hoa Kỳ to California. Ở phía đông it occurs phía bắc đến Maryland, Ontario và Michigan.
Sải cánh dài 18–24 mm. Con trưởng thành bay từ tháng 5 đến tháng 9.
Ấu trùng có thể ăn nho.

## Hình ảnh

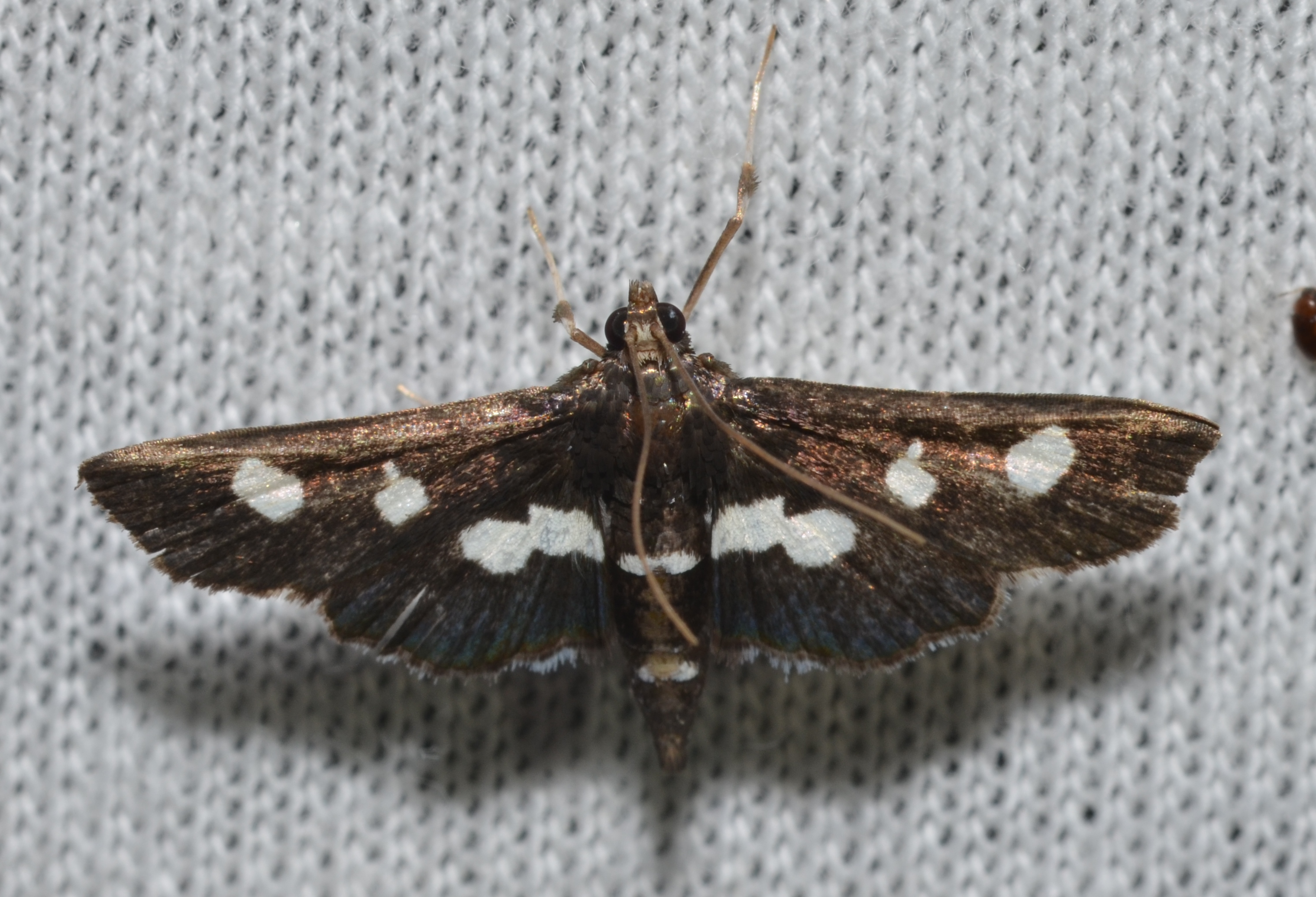
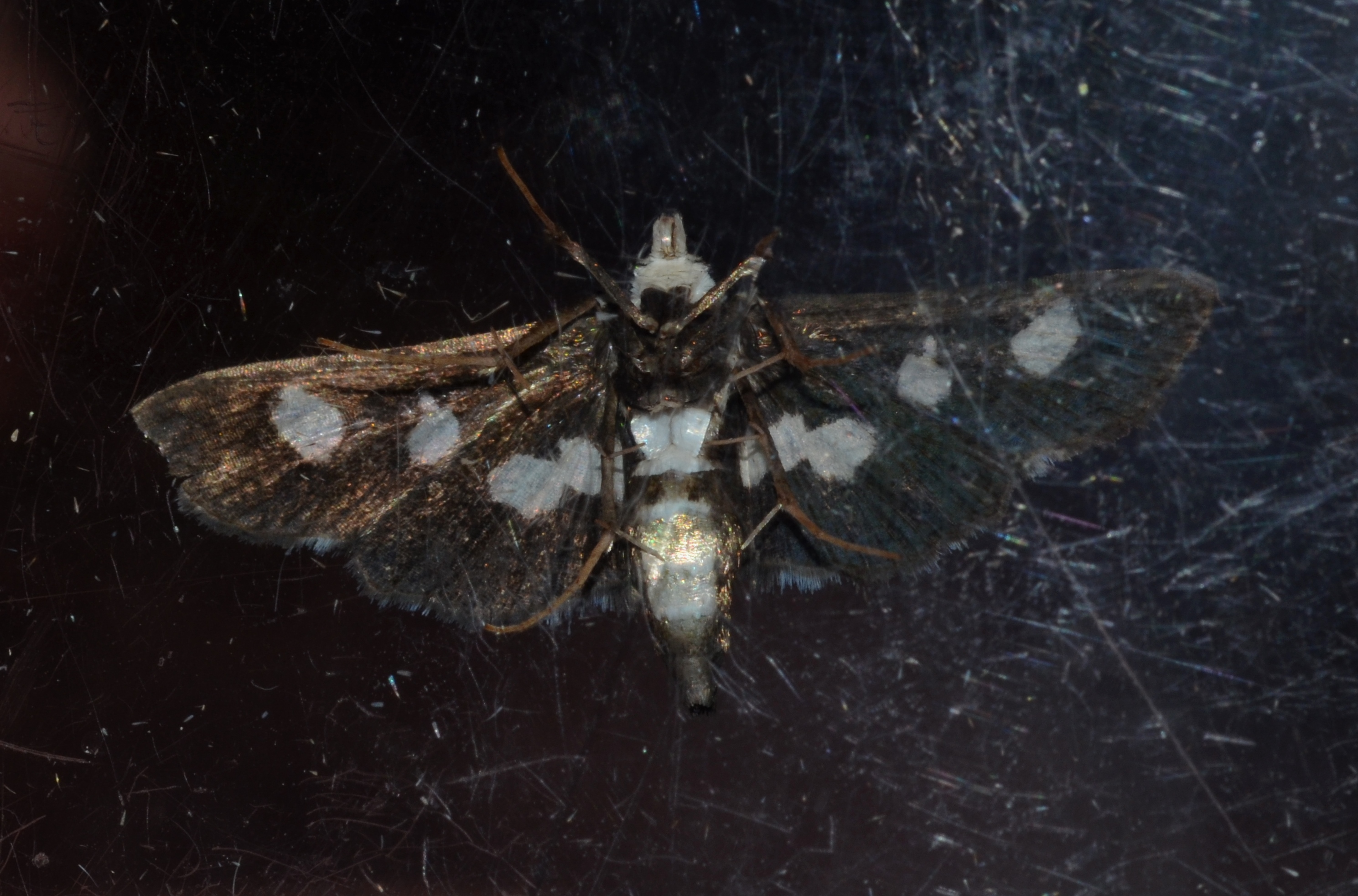
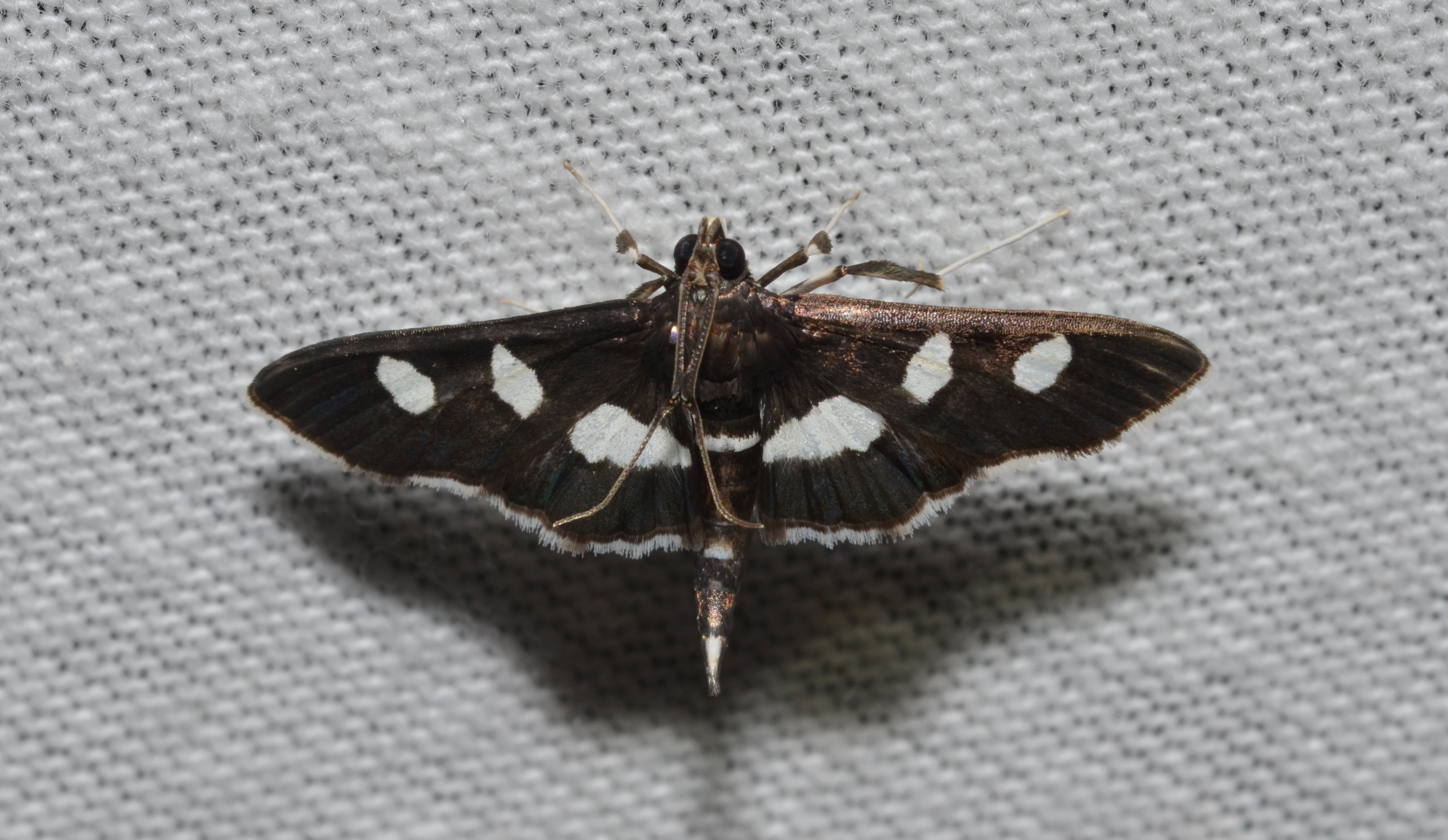
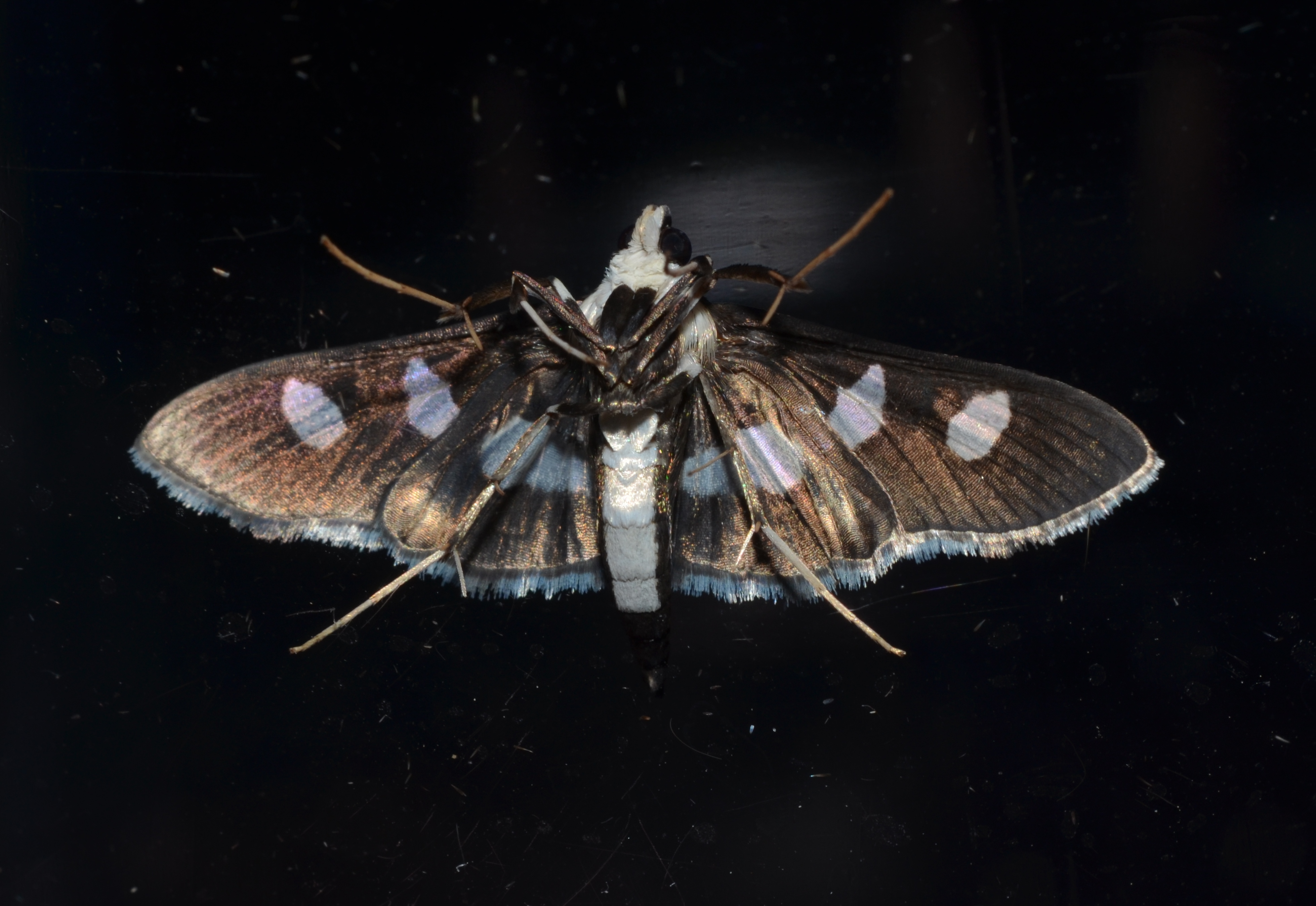